# Saint-Thonan
Saint-Thonan [sɛ̃tɔnɑ̃] (en breton : Sant-Tonan) est une commune du département du Finistère, dans la région Bretagne, en France.

## Géographie
|                    | Ploudaniel   |            |
| Kersaint-Plabennec | Saint-Thonan |            |
| Saint-Divy         |              | Landerneau |

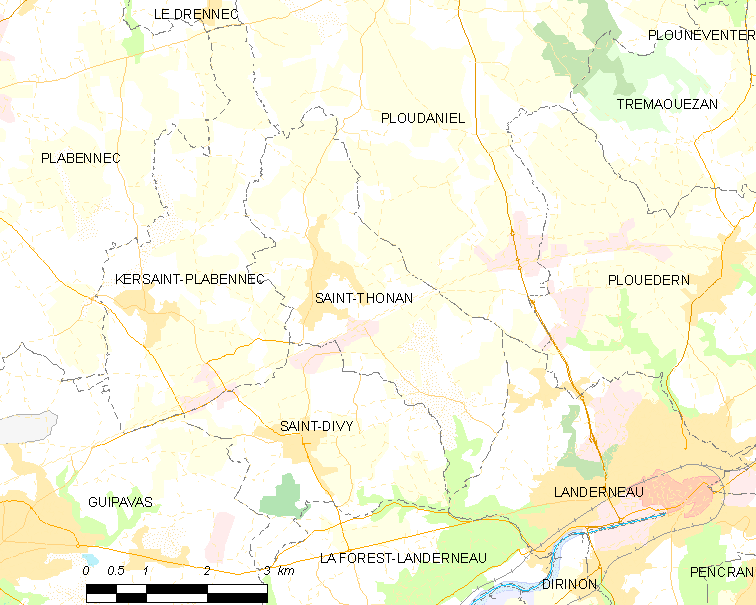
Carte de la commune de Saint-Thonan

Proche des centres urbains (18 km de Brest, 9 km de Landerneau), en bordure de voie express, la commune de Saint-Thonan a su se développer en préservant la qualité de vie rurale.
Le finage communal est formé par une partie du plateau du Léon dont l'altitude est d'une centaine de mètres (le point le plus haut est à 109 mètres près de Guichegu à la limite communale avec Ploudaniel, le bourg est vers 85 mètres d'altitude) ; la partie nord du finage communal s'abaisse jusqu'à 61 mètres dans la vallée d'un ruisseau qui est un modeste affluent de rive gauche de l'Aber Wrac'h, au nord-ouest de Pentraon.
Le paysage agraire traditionnel est le bocage avec un habitat dispersé en de nombreux hameaux, dénommés localement villages.
Répartie sur 1 129 hectares, la commune est divisée en deux par la RN 12, qui ne peut être franchie, grâce à un pont qu'en un point à Pen ar Prat ; la commune est desservie par l'échangeur de Pen ar Prat, qui a permis la création d'une zone industrielle et artisanale à proximité. La voie communale no 1 la relie à Landerneau au sud. Le bourg est traversé par la route départementale 25 vers Ploudaniel au nord ; il s'est grossi ces dernières décennies de plusieurs lotissements, principalement vers le sud-ouest le long de la D 25 en direction de Guipavas et vers le sud-est (Kerilis, Kerjegu) le long de la voie communale qui mène à l'échangeur de Pen ar Prat.

### Hydrographie
Pour un article plus général, voir Réseau hydrographique du Finistère.
La commune est située dans le bassin Loire-Bretagne. Elle est drainée par divers petits cours d'eau,.

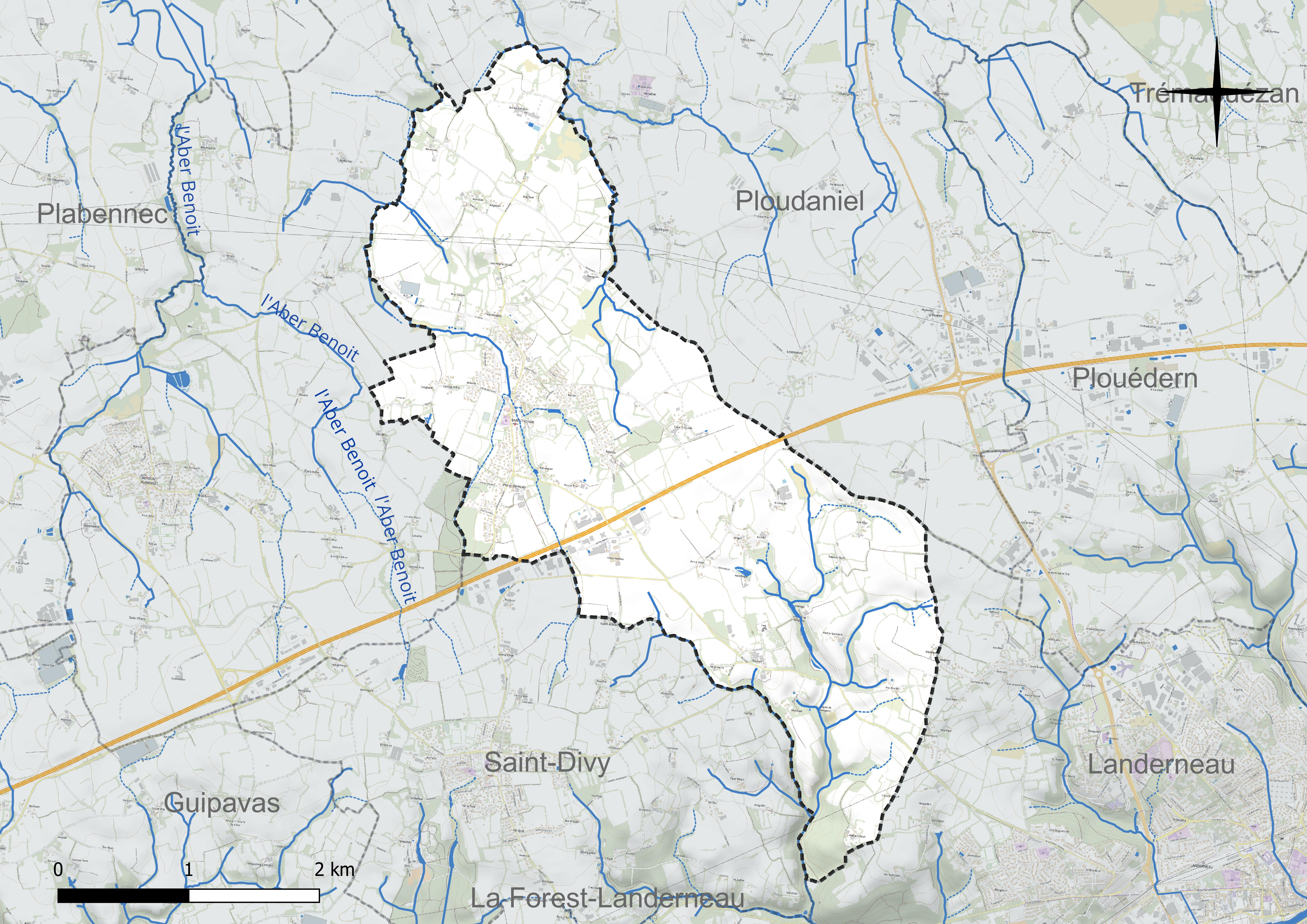
Réseau hydrographique de Saint-Thonan.

### Climat
Pour des articles plus généraux, voir Climat de la Bretagne et Climat du Finistère.
En 2010, le climat de la commune est de type climat océanique franc, selon une étude du CNRS s'appuyant sur une série de données couvrant la période 1971-2000. En 2020, Météo-France publie une typologie des climats de la France métropolitaine dans laquelle la commune est exposée à un climat océanique et est dans la région climatique Finistère nord, caractérisée par une pluviométrie élevée, des températures douces en hiver (6 °C), fraîches en été et des vents forts. Parallèlement l'observatoire de l'environnement en Bretagne publie en 2020 un zonage climatique de la région Bretagne, s'appuyant sur des données de Météo-France de 2009. La commune est, selon ce zonage, dans la zone « Monts d'Arrée », avec des hivers froids, peu de chaleurs et de fortes pluies.
Pour la période 1971-2000, la température annuelle moyenne est de 11,5 °C, avec  une amplitude thermique annuelle de 10,1 °C. Le cumul annuel moyen de précipitations est de 1 115 mm, avec 16,7 jours de précipitations en janvier et 8,5 jours en juillet. Pour la période 1991-2020, la température moyenne annuelle observée sur la station météorologique la plus proche, située sur la commune de Guipavas à 7 km à vol d'oiseau, est de 11,7 °C et le cumul annuel moyen de précipitations est de 1 229,8 mm,. Pour l'avenir, les paramètres climatiques de la commune estimés pour 2050 selon différents scénarios d'émission de gaz à effet de serre sont consultables sur un site dédié publié par Météo-France en novembre 2022.

## Urbanisme

### Typologie
Au 1er janvier 2024, Saint-Thonan est catégorisée bourg rural, selon la nouvelle grille communale de densité à 7 niveaux définie par l'Insee en 2022.
Elle appartient à l'unité urbaine de Saint-Thonan, une agglomération intra-départementale dont elle est ville-centre,. Par ailleurs la commune fait partie de l'aire d'attraction de Brest, dont elle est une commune de la couronne,. Cette aire, qui regroupe 68 communes, est catégorisée dans les aires de 200 000 à moins de 700 000 habitants,.

### Occupation des sols

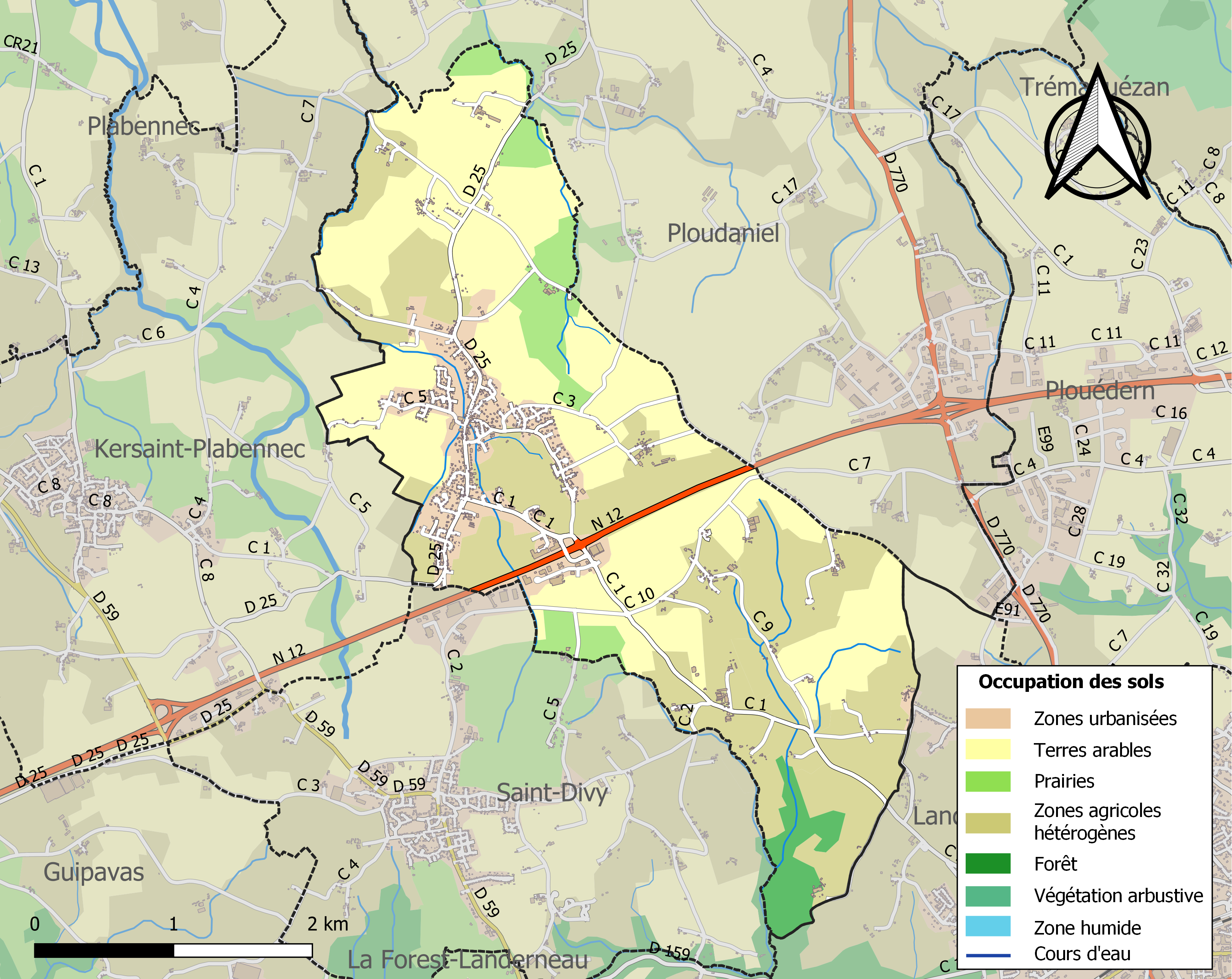
Carte des infrastructures et de l'occupation des sols de la commune en 2018 (CLC).

L'occupation des sols de la commune, telle qu'elle ressort de la base de données européenne d'occupation biophysique des sols Corine Land Cover (CLC), est marquée par l'importance des territoires agricoles (86,2 % en 2018), en diminution par rapport à 1990 (90,3 %). La répartition détaillée en 2018 est la suivante : 
terres arables (42,1 %), zones agricoles hétérogènes (37,8 %), zones urbanisées (8,9 %), prairies (6,4 %), forêts (3 %), zones industrielles ou commerciales et réseaux de communication (1,9 %).
L'IGN met par ailleurs à disposition un outil en ligne permettant de comparer l'évolution dans le temps de l'occupation des sols de la commune (ou de territoires à des échelles différentes). Plusieurs époques sont accessibles sous forme de cartes ou photos aériennes : la carte de Cassini (XVIIIe siècle), la carte d'état-major (1820-1866) et la période actuelle (1950 à aujourd'hui).

## Toponymie
Le nom de la localité est attesté sous les formes Sanctus Honanus en 1467 et 1487, Sainct Honan en 1516, Sainctonan et Santonan en 1618.
Le nom de Saint-Thonan proviendrait peut-être de saint Donan, un moine irlandais qui, avec ses compagnons, aurait été martyrisé en 614 dans l'île d'Eigg, située en Écosse, noté Sanctus Donnanus au XIVe siècle. Mais une autre hypothèse beaucoup plus crédible fait provenir le nom de saint Ténénan, qui vécut notamment dans la forêt de Beuzit, située dans l'ancienne paroisse de Beuzit-Conogan, dont une partie du territoire fait désormais partie de la commune de Saint-Thonan.

## Histoire

### Origines et Antiquité
Au carrefour de voies romaines, la trève de Saint-Thonan se détache au XVe siècle de la paroisse de Plabennec elle-même issue de la paroisse de l'Armorique primitive de Ploebevoaz (Guipavas) qui s'étendait de Landerneau à Brest et la trève dépend du prieuré de la paroisse de La Forest-Landerneau. Des briques romaines ont été trouvées dans plusieurs champs à Kerprigent. En 1792, la commune de Saint-Thonan s'agrandit au détriment de l'ancienne paroisse de Beuzit-Conogan, qui disparaît, un autre partie de son territoire étant rattachée à Landerneau.
Saint Thénénan, protecteur de l'actuelle paroisse de Plabennec, est très probablement l'éponyme de la commune. Selon la légende, saint Thénénan aurait accosté sur les bords de l'Élorn à La Forest-Landerneau (dont l'église est aussi placée sous l'invocation de saint Thénénan) avant de traverser la forêt dite de « Beuzec » et s'installer au lieudit « Lesquelen » en Plabennec[réf. nécessaire].
Une autre théorie voudrait que le nom de Saint-Thonan provienne de saint Donan, moine irlandais, mais cette hypothèse semble à rejeter, ce saint étant un disciple de Brieuc avec Fragan (Saint Brieuc, Saint Donan et Ploufragan dans les Côtes-d'Armor)[réf. nécessaire].

### Moyen Âge
Saint-Thonan était initialement jusqu'au XVe siècle une trève dépendant de La Forest-Landerneau. La paroisse faisait partie de l'archidiaconé d'Ac'h relevant du diocèse de Léon et était sous le vocable de saint Nicolas. Cette invocation pourrait dater de la construction de l'église actuelle au XIXe siècle, l'église précédente étant probablement sous l'invocation de saint Thonan, c'est-à-dire saint Ténénan. Plusieurs églises contemporaines ont été placées sous sa protection en Bretagne (Nantes, Saint-Nicolas-du-Pélem). Mais elle pourrait tout autant l'avoir été au XVIe siècle, lorsque Vincent de Parscau, alors seigneur de Botiguéry, fit construire la première église.
Aux alentours du XVe siècle, la seigneurie de Botiguéry s'est constituée ; elle est citée pour la première fois lors de la réformation de 1443 dans l'évêché de Léon où est présent Yaouancq, seigneur de Botiguéry ; le premier membre connu de la famille Parcsau ajoutant à son nom "Botiguéry" étant Vincent Parcsau, né en 1527, décédé en octobre 1591, en raison de son mariage vers 1555 avec Jeanne Le Jeune (Youancq en breton) de Botiguéry, qui sont les grands-parents de Vincent du Parcsau, le constructeur de l'église. Une pierre d'angle retrouvée en 1966 dans la cour du presbytère et portant les armes de la famille Parscau-Le Jeune en témoigne.
La chapelle de Botiguéry, le manoir de Pen-ar-Quinquis et l'église datent du XVIe siècle. Cette dernière est construite en 1586, dotée d'un clocher en 1609, d'un bénitier en 1747 et d'une sacristie en 1785.

### Époque moderne
Si l'on n'a pas retrouvé de traces de la culture du lin à Saint-Thonan, par contre les inventaires après décès attestent de la culture du chanvre, par exemple à Keransaos en 1728 et en 1767 ou encore en 1788 à Kerescar. Sept kanndi ont été recensés à Saint-Thonan et 59,8 % des inventaires après décès de la paroisse à l'époque font état de métiers à tisser.
En 1759, une ordonnance de Louis XV ordonne à la paroisse de Saint-Thonan de fournir 7 hommes et de payer 45 livres pour « la dépense annuelle de la garde-côte de Bretagne ».
Jean-Baptiste Ogée décrit ainsi Saint-Thonan en 1778 :

« Saint-Thonan ; à sept lieues au sud-ouest de Saint-Pol-de-Léon, son évêché ; à 45 lieues de Rennes, et à une lieue un quart de Landerneau, sa subdélégation. Cette paroisse ressortit à Lesneven et compte 450 communiants. Le territoire offre à la vue des vallons, des monticules, des coteaux, des terres en labeur très fertiles et bien cultivées, quelques prairies et peu de terres incultes. »

La cure de Saint-Thonan était en 1786 l'une des plus pauvres du diocèse de Léon avec moins de 300 livres de revenu, pas plus que la portion congrue à cette date.

### Révolution française
En 1786, Monseigneur de la Marche envisage de modifier les limites de la paroisse de Saint-Thonan, trop pauvre, soit en la supprimant, soit en l'agrandissant. C'est la deuxième solution qui a été envisagée. En 1793, Saint-Thonan devient une commune sous le nom de Saint-Thomas, nom qui apparaît encore en 1801, avant de reprendre ensuite sa dénomination Saint-Thonan. L'année suivante, elle est agrandie par l'annexion d'une partie de l'ancienne paroisse de Beuzit-Conogan (de Guichégu à Pen-Bouillen).

### XIXesiècle
En 1834, le conseil municipal souhaite une école, mais les ressources sont modestes. En 1835, un presbytère est construit près de l'église.
A. Marteville et P. Varin, continuateurs d'Ogée, décrivent ainsi Saint-Thonan en 1853 :

« Saint-Thonan ; commune formée de l'ancienne paroisse du même nom ; aujourd'hui succursale. (...). Principaux villages : Kerallaouen, Pentraon, Kersaos, Pen-ar-Quinquis, Creac'hoadic, Traonarroc'h, Kerprigent, Mescouez. Maisons importantes : Botiguéry, Plessiscat. Superficie totale : 1 061 ha, dont (...) terres labourables 366 ha, prés et pâtures 92 ha, bois 52 ha, vergers et jardins 5 ha, étangs 5 ha, landes et incultes 484 ha (...). Moulins : 8 (de Penarhout, de Mescouez, de Plessiscat, de Pentraon, à eau). (...) En 1790, cette ancienne paroisse a été augmentée aux dépens d'une partie de celle de Beuzit, qui a été divisée entre Saint-Thonan et Landerneau. »

Après 1870, la commune s'équipe d'une place du bourg, d'une école et d'une nouvelle église, dédiée à saint Nicolas et consacrée le 9 juin 1879 par Anselme Nouvel de La Flèche, évêque de Quimper et de Léon.
L'école est ouverte en 1878 (à la place de l'actuelle mairie), sa construction ayant étant décidée en 1874. Mixte, l'enseignement est assuré par une religieuse. La nouvelle église est construite sur l'emplacement de l'ancienne, mais en sens inverse. Le montant des travaux de reconstruction est estimé en avril 1877 à 27 415 francs de l'époque et une subvention de 8 000 francs est votée par le Conseil général du Finistère. Son clocher est élevé entre 1890 et 1892.
Les pressions des notables sur les électeurs étaient alors fortes comme en témoigne cet extrait d'un article du journal Le Temps en date du 2 mars 1879 :

« (...). M. du Beaudiez, maire de Saint-Thonan, avait fait dire par son adjoint, le dimanche, au pied de la croix, que M. Boucher était le candidat pour lequel il fallait voter. M. du Beaudiez (...) vient d'être, de ce fait, suspendu pour deux mois »

### XXesiècle

#### La Belle Époque
L'école est laïcisée en 1902.
Le maire de Saint-Thonan, Paul Villiers, écrit le 22 octobre 1902 cette lettre au sous-préfet de Brest :

« En vous retournant le certificat de résidence de Monsieur le desservant de la paroisse de Saint-Thonan pour le dernier trimestre de 1902, je m'empresse de vous faire savoir que je me refuse formellement à signer ledit certificat et à répondre à la demande de renseignements qu'il contient. J'estime que non seulement le droit mais le devoir de M. le desservant de notre paroisse est d'employer pour les instructions religieuses et principalement pour celles du catéchisme le dialecte breton, la grande majorité de la population ne connaissant pas assez la langue française pour suivre utilement et comprendre les instructions faites en français. De plus je ne veux pas remplir au profit de l'administration préfectorale le rôle de policier doublé de celui d'un mouchard qu'elle veut m'imposer. Ce n'est pas pour pareille besogne que les habitants de Saint-Thonan m'ont fait l'honneur de me confier l'administration de leur commune depuis l'année 1884 »

Le journal L'Aurore du 22 février 1906 indique que l'inventaire des biens d'église s'est déroulé à Saint-Thonan, ainsi qu'à Saint-Divy et d'autres communes : « Partout le tocsin sonne. On ne signale pas d'incidents importants ». Un décret du président de la République Armand Fallières en date du 19 janvier 1910 « attribue à la commune de Saint-Thonan (Finistère), à défaut de bureau de bienfaisance, les biens ayant appartenu à la fabrique de l'église de Saint-Thonan et actuellement sous séquestre (...) ». Un autre décret du 16 février 1913 crée d'ailleurs un bureau de bienfaisance dans la commune, doté des biens ayant appartenu à la fabrique de l'église.

#### La Première Guerre mondiale

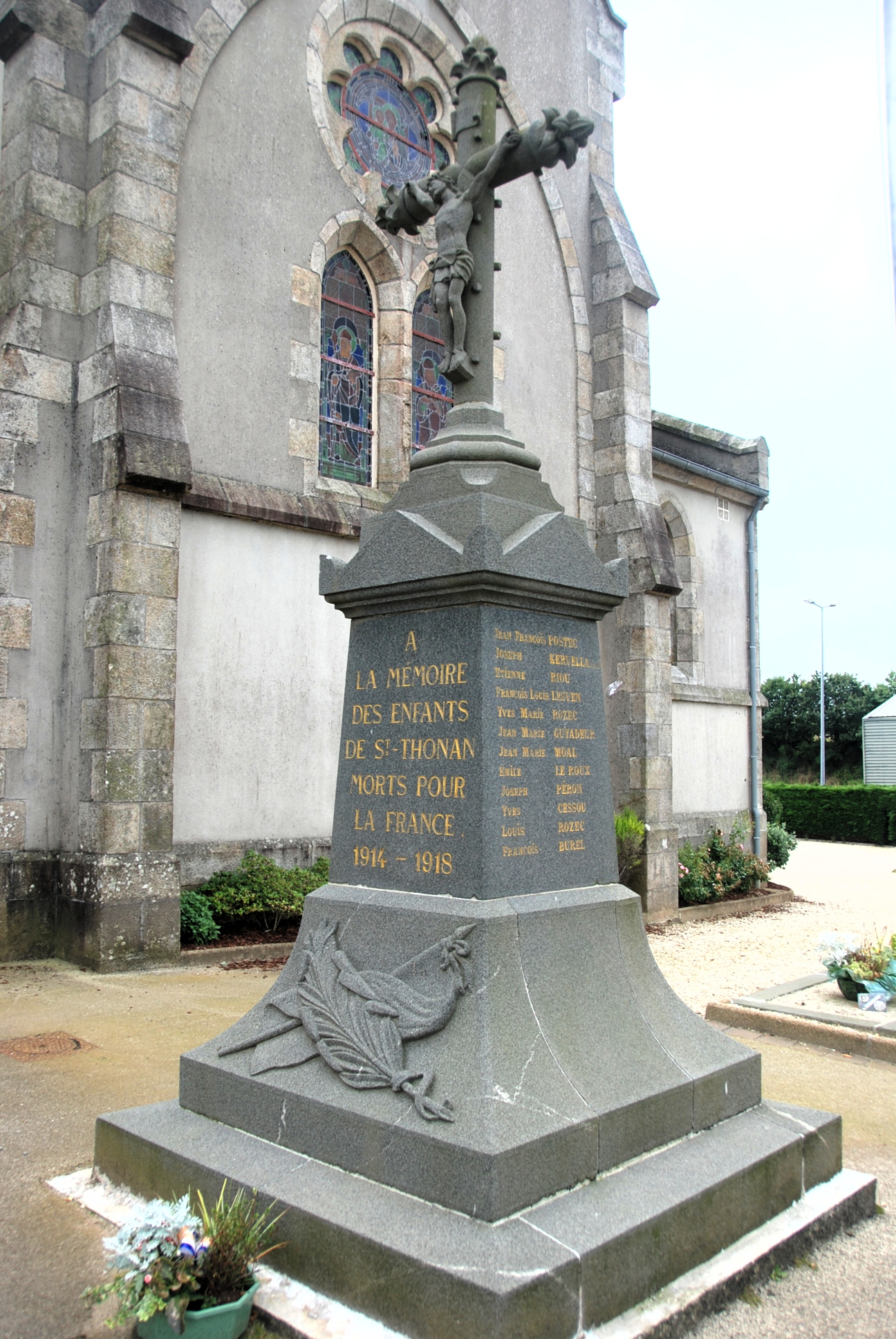
Le Monument aux morts de 1914-1918.

Le monument aux morts de Saint-Thonan porte les noms de 25 soldats morts pour la France pendant la Première Guerre mondiale.

#### L'Entre-deux-guerres
Les tensions entre les partisans de l'école laïque et du clergé étaient alors vives comme en témoigne cet article du journal L'Ouest-Éclair en date du 20 février 1929, mais relatant des faits survenus l'année précédente :

« La paroisse de Saint-Thonan (...) était en émoi : « Le Cri du Peuple », un petit canard du crû, vomissant sans répit sa bile sur le curé de Saint-Thonan. À tort ou à raison, on attribuait ces diatribes indigentes à un instituteur public. M. Duguern n'hésite pas. Un dimanche, après la messe, il monte sur la pierre et harangue les fidèles. Il demande à tous de se liguer pour la défense du pasteur et propose d'accuser le ressentiment général contre celui qu'on croyait un « mauvais berger » en faisant une grève scolaire de huit jours. Les parents catholiques se devaient, en retenant leurs enfants chez eux, de marquer leur réprobation à l'instituteur. »

En fait l'instituteur public mis en cause n'y était pour rien, comme l'avouèrent deux femmes, mais le lendemain « l'instituteur constata que sur 72 élèves, il en manquait 44 ». Une école privée destinée aux filles ouvrit à la rentrée 1929.

#### La Seconde Guerre mondiale
Le 7 août 1944, le Combat Command A, de la 6e division blindée américaine, venant du Huelgoat via Landivisiau, ville près de laquelle les soldats ont bivouaqué la nuit précédente, contourne Landerneau, mais est bombardé par les Allemands dans les environs de Saint-Thonan et Kersaint-Plabennec ; il passe la nuit suivante dans le secteur de l'Ormeau entre Plabennec et Gouesnou, nuit pendant laquelle il fut victime de tirs d'artillerie allemands qui firent de nombreuses victimes dans ses rangs.

#### L'après Seconde Guerre mondiale
Une mairie est construite en 1952, à proximité de l'actuelle. L'ancienne mairie était en location sur la place du bourg. En 1956, l'école publique est fermée « temporairement ».
En 1973, la voie express RN 12 Brest-Morlaix, suivant le tracé d'une voie romaine, coupe la commune en deux. Un échangeur est inauguré en 1981 et une zone d'activités est créée à ses abords.
En 1979, les hameaux de Mestallic, Lesnon et Cosglouët sont rattachés à Saint-Thonan.
En 1987, la salle polyvalente est achevée. La nouvelle mairie est installée dans l'ancienne école publique à la fin de 1988.

### XXIesiècle
En 2001, la salle polyvalente est agrandie au sud pour y accueillir une estrade. En 2005, l'ancien restaurant Le Guen est restauré en Espace associatif. La première tranche des travaux concernent le centre de loisirs et une hall de pétanque couvert.
En 2009, un Programme d'Aménagement Global est adopté par la commune portant sur l'aménagement futur du centre-bourg. En 2010, une nouvelle station d'épuration est créée. En 2011, la deuxième tranche des travaux de rénovation de l'espace associatif devrait s'achever. Il devrait abriter une bibliothèque, un espace multimédia, une centre de soins de kinésithérapie et quatre logements locatifs.
En 2012, la première tranche du nouveau complexe sportif (terrain de football) devrait s'achever et les travaux de la nouvelle maison de l'enfance entrepris.

## Démographie
L'évolution du nombre d'habitants est connue à travers les recensements de la population effectués dans la commune depuis 1793. Pour les communes de moins de 10 000 habitants, une enquête de recensement portant sur toute la population est réalisée tous les cinq ans, les populations de référence des années intermédiaires étant quant à elles estimées par interpolation ou extrapolation. Pour la commune, le premier recensement exhaustif entrant dans le cadre du nouveau dispositif a été réalisé en 2007.
En 2022, la commune comptait 1 943 habitants, en évolution de +10,71 % par rapport à 2016 (Finistère : +2,16 %, France hors Mayotte : +2,11 %).
| 1793 | 1800 | 1806 | 1821 | 1831 | 1836 | 1841 | 1846 | 1851 |
| ---- | ---- | ---- | ---- | ---- | ---- | ---- | ---- | ---- |
| 565  | 426  | 462  | 651  | 578  | 532  | 611  | 682  | 676  |

| 1856 | 1861 | 1866 | 1872 | 1876 | 1881 | 1886 | 1891 | 1896 |
| ---- | ---- | ---- | ---- | ---- | ---- | ---- | ---- | ---- |
| 693  | 678  | 635  | 587  | 620  | 643  | 646  | 647  | 672  |

| 1901 | 1906 | 1911 | 1921 | 1926 | 1931 | 1936 | 1946 | 1954 |
| ---- | ---- | ---- | ---- | ---- | ---- | ---- | ---- | ---- |
| 654  | 652  | 645  | 618  | 630  | 654  | 612  | 668  | 587  |

| 1962 | 1968 | 1975 | 1982 | 1990  | 1999  | 2006  | 2007  | 2012  |
| ---- | ---- | ---- | ---- | ----- | ----- | ----- | ----- | ----- |
| 563  | 527  | 583  | 769  | 1 083 | 1 165 | 1 302 | 1 322 | 1 485 |

| 2017  | 2022  | - | - | - | - | - | - | - |
| ----- | ----- | - | - | - | - | - | - | - |
| 1 821 | 1 943 | - | - | - | - | - | - | - |

## Industries
La ville de St Thonan rassemble de nombreuses entreprises issues de divers secteurs d'activité : 
- Agriculture, sylviculture et pêche
- Industrie dont font partie les entreprises Lessonia et Cloitre
- Construction
- Commerce, transports et service divers
- Administration publique, enseignement, santé, action sociale

## Monuments et sites
- L'église paroissiale Saint-Thomas, édifiée entre 1876 et 1892 sur les plans de l'architecte Ernest Le Guerranic a remplacé l'église précédente construite en 1586 ; elle est toujours entourée de son cimetière[17].
- La chapelle Saint-Herbot (un édifice de plan rectangulaire à clocheton amorti par une petite flèche carrée) et son calvaire (les deux datent du XVIe siècle), situés à Botiguéry.
- Le manoir de Botiguéry (XVe siècle), modifié très profondément au XXe siècle.
- Le manoir de Pen-ar-Quinquis : il date du XVIe siècle, mais a été reconstruit à l'identique vers 1970[22]
- Le monument aux morts de 1914-1918.
- Plusieurs croix et calvaires : calvaire de l'église (vestiges d'un calvaire datant du XVIe siècle qui fut vandalisé pendant la Révolution française), calvaire de Saint-Herbot, croix de Croas an Heizic, Croas-Kerdoc'h, croix de Kerarsaoz, croix de Kerillis, croix de Vilin Varc'h, croix de Pen ar Prat (toutes les croix précitées sont des croix monolithes), croix de Pen ar Quinquis (date de 1879)[51].

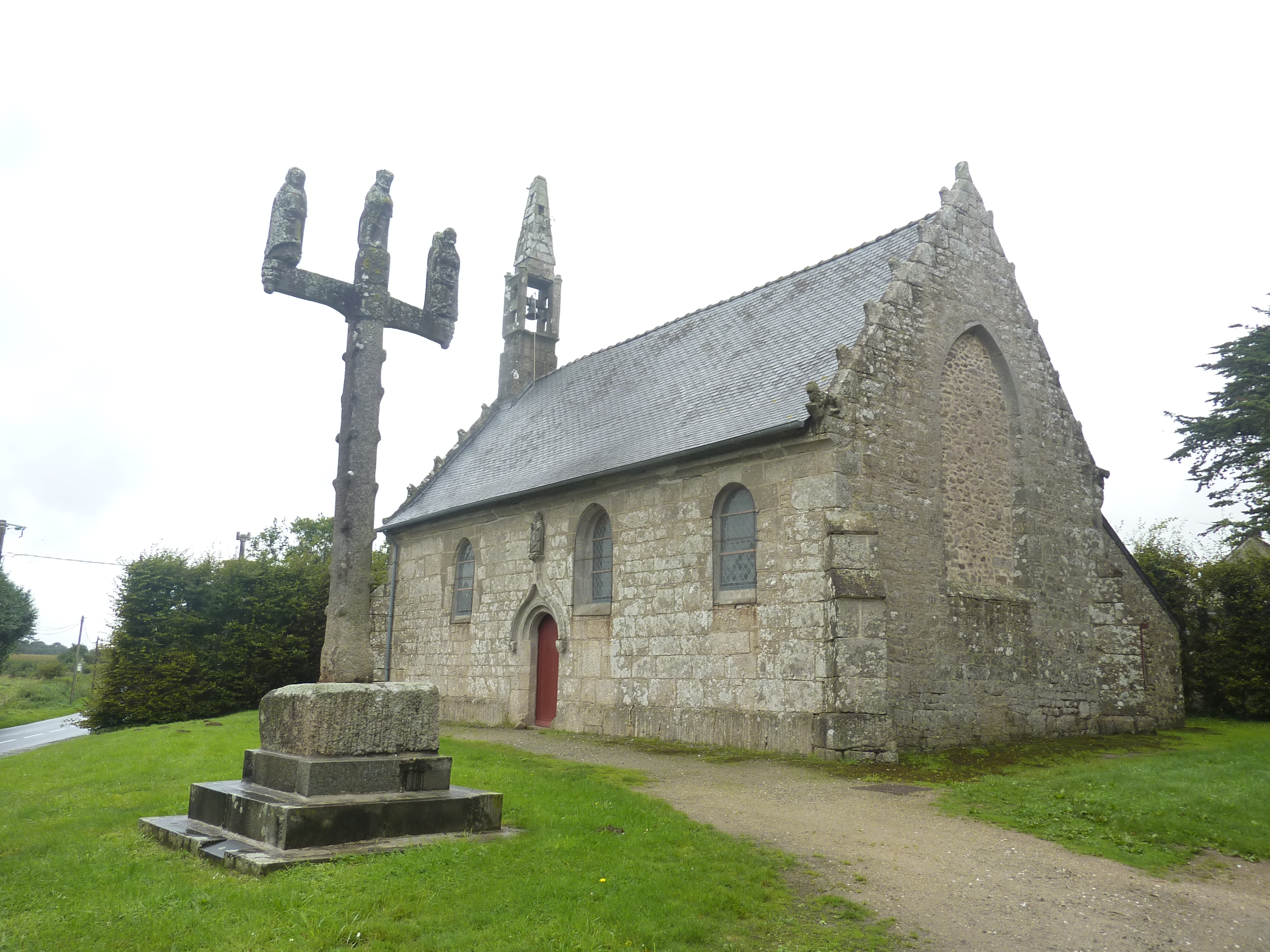
Saint-Thonan : la chapelle Saint-Herbot et son calvaire, vue extérieure d'ensemble.
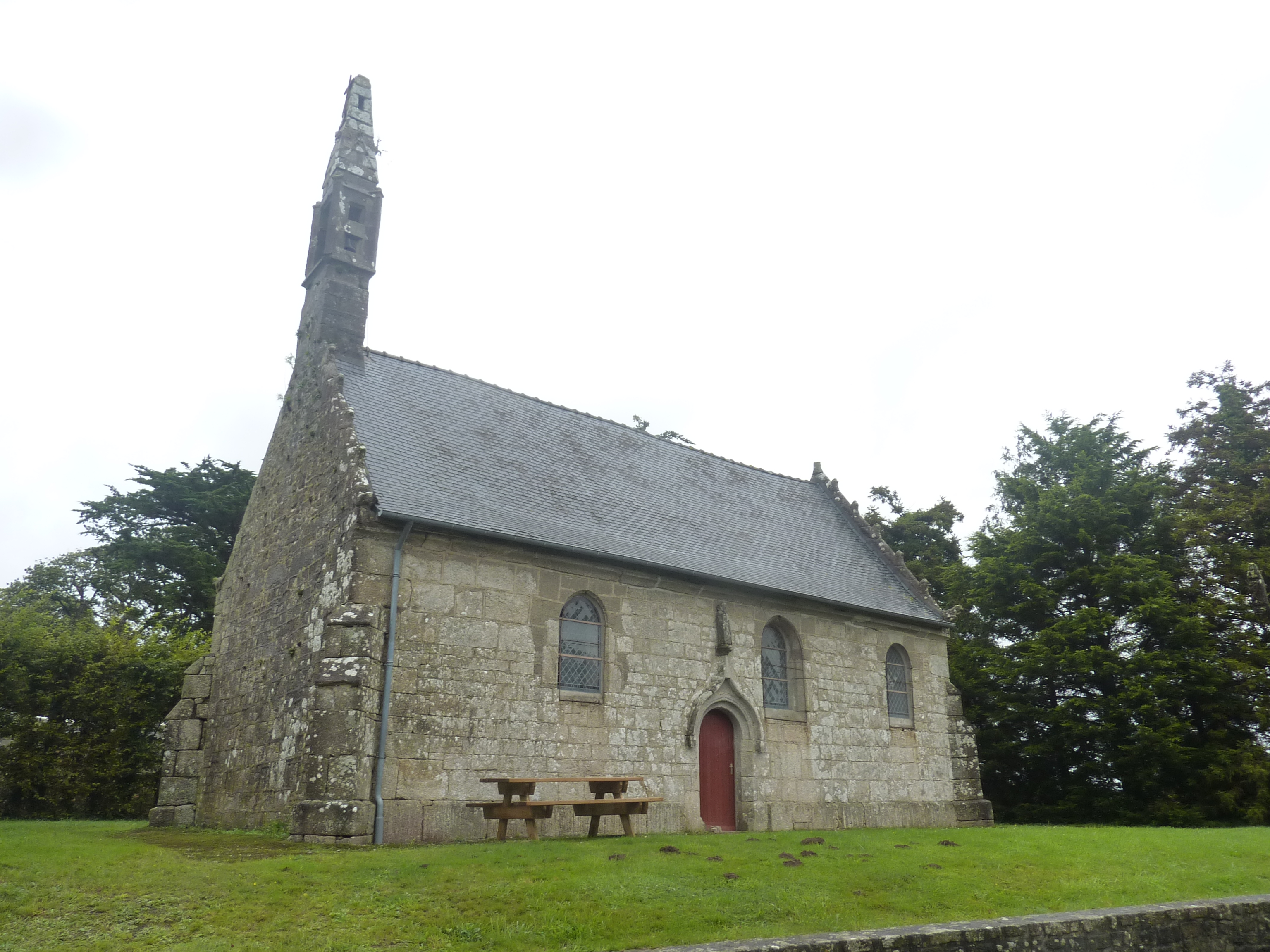
Saint-Thonan : la chapelle Saint-Herbot, vue extérieure d'ensemble.
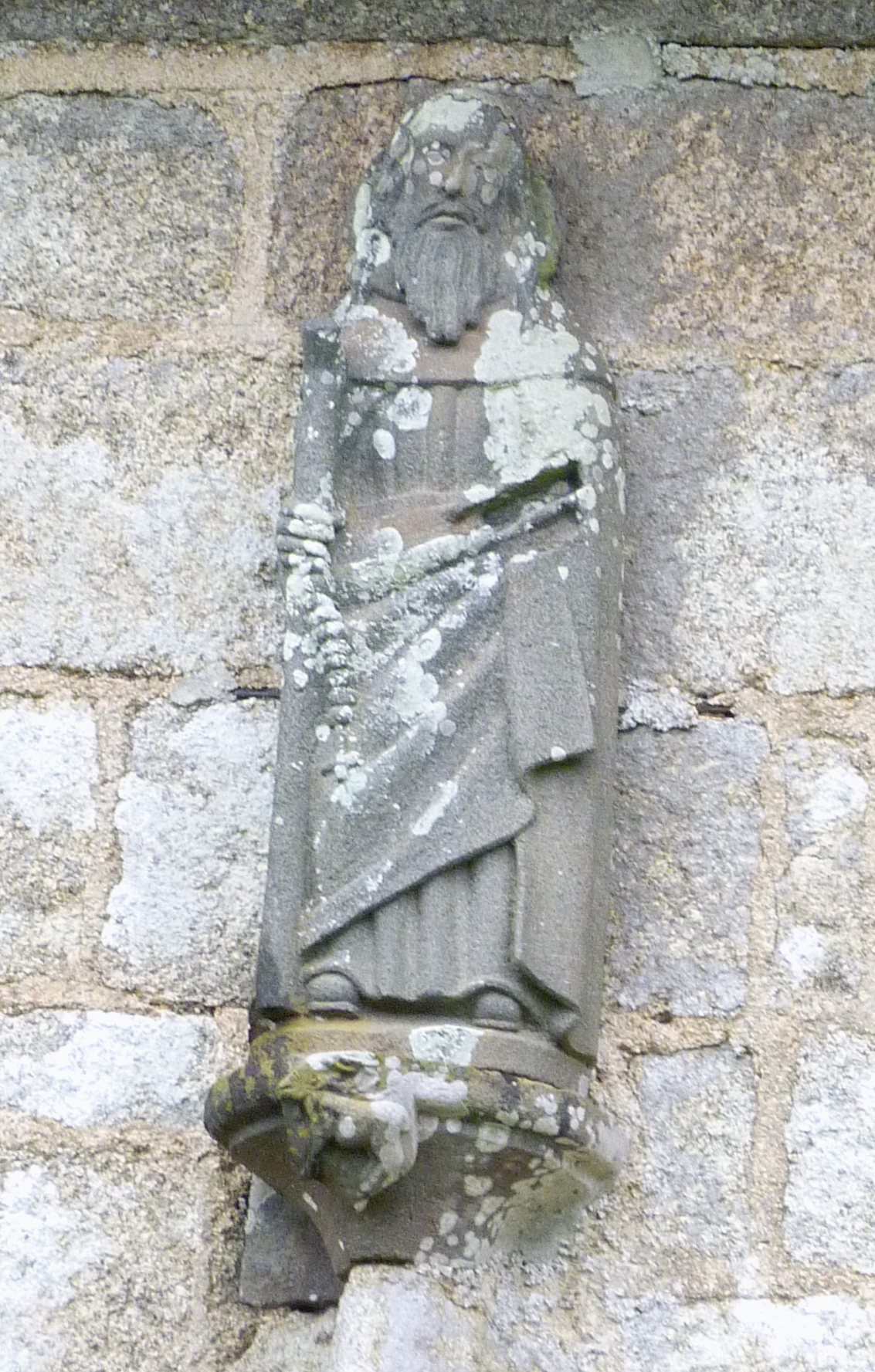
Saint-Thonan : chapelle Saint-Herbot, statue de saint Herbot.
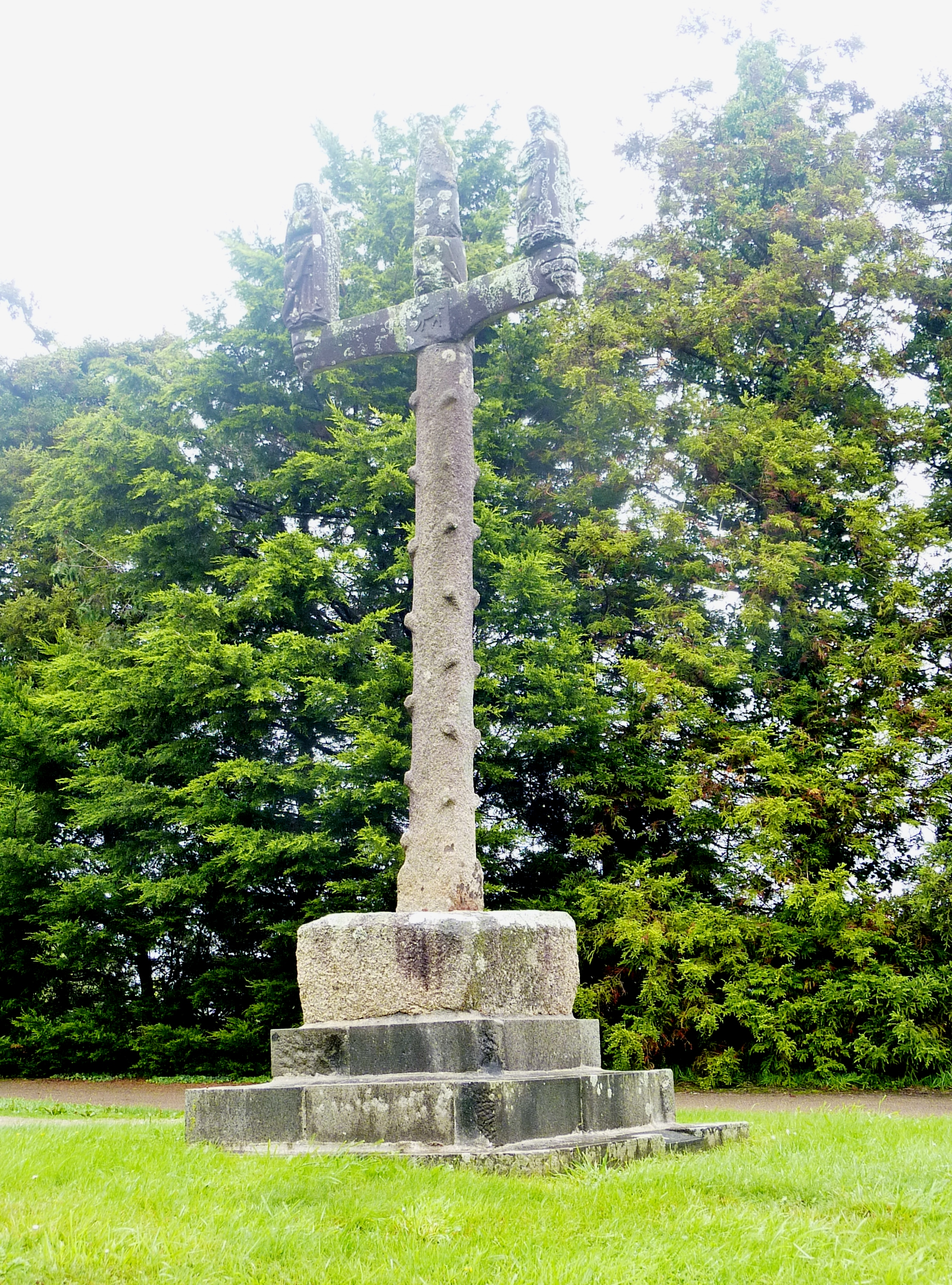
Saint-Thonan : le calvaire de Saint-Herbot.
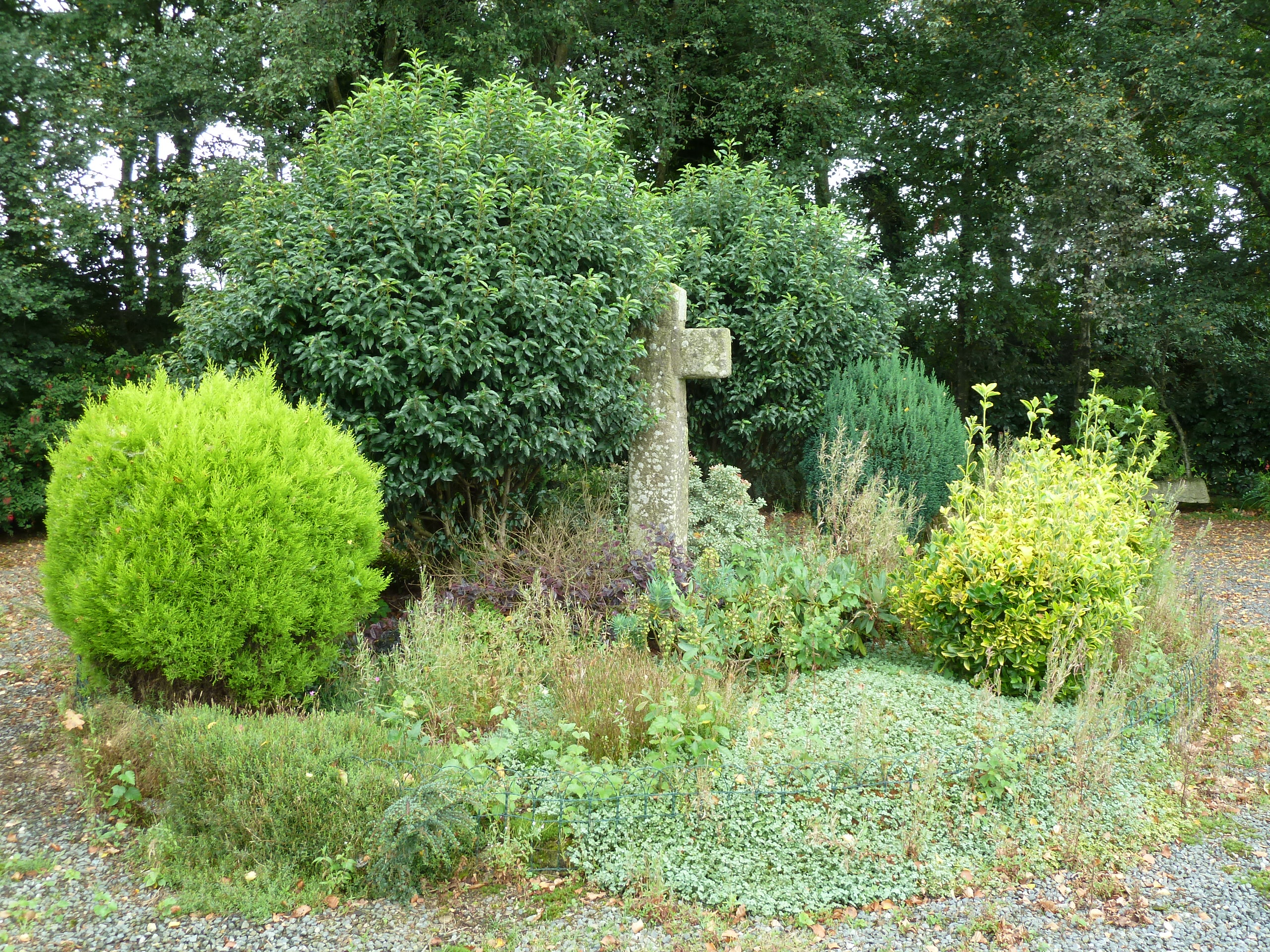
Croix de Ménez Leon, près de Saint-Éloi.